# Stade Don-León-Kolbovski
Le stade Don-León-Kolbovski (en espagnol : Estadio Don León Kolbovski), est un stade de football argentin situé à Villa Crespo, un quartier de la ville de Buenos Aires, la capitale du pays.
Le stade, doté de 14 000 places, sert d'enceinte à domicile pour l'équipe de football du Club Atlético Atlanta.

## Histoire
Le stade est inauguré le 5 mai 1960, lors d'une défaite 3-1 de l'Atlanta contre les Argentinos Juniors (le club évoluant jusqu'alors à domicile au Stade Humboldt).
Le 18 mars 2000, le stade est renommé Stade Don León Kolbovski, en hommage à Don León Kolbovski, le président mythique du club grâce à qui la construction du stade fut possible.
Le 29 mars 2009, le stade, parfois surnommé El Gran León, rouvre après 3 ans de travaux de rénovation ainsi qu'une suspension de l'AFA, à la suite de l'ordre de fermer le stade de la part du département de justice de Buenos Aires, à cause d'une altercation entre Atlanta et les Old Boys en 2006.